# Hưng Đạo, Đông Triều
Hưng Đạo là một phường thuộc thành phố Đông Triều, tỉnh Quảng Ninh, Việt Nam.

## Địa lý
Phường Hưng Đạo nằm ở phía nam thành phố Đông Triều, có vị trí địa lý: 
- Phía đông giáp phường Xuân Sơn và phường Kim Sơn với ranh giới là sông Cầm
- Phía tây giáp phường Hồng Phong
- Phía nam giáp tỉnh Hải Dương với ranh giới là sông La (một chi lưu của sông Kinh Thầy)
- Phía bắc giáp phường Đức Chính.

Phường Hưng Đạo có diện tích 8,10 km², dân số năm 2014 là 8.296 người, mật độ dân số đạt 1.024 người/km².

## Lịch sử
Trước đây, Hưng Đạo là một xã thuộc huyện Đông Triều.
Ngày 11 tháng 3 năm 2015, Ủy ban Thường vụ Quốc hội ban hành Nghị quyết số 891/NQ-UBTVQH13 về việc:
- Thành lập thị xã Đông Triều thuộc tỉnh Quảng Ninh.
- Thành lập phường Hưng Đạo thuộc thị xã Đông Triều trên cơ sở toàn bộ 810,01 ha diện tích tự nhiên và 8.296 người của xã Hưng Đạo.

Ngày 28 tháng 9 năm 2024, Ủy ban Thường vụ Quốc hội ban hành Nghị quyết số 1199/NQ-UBTVQH15 về việc sắp xếp đơn vị hành chính cấp huyện, cấp xã của tỉnh Quảng Ninh giai đoạn 2023 – 2025 (nghị quyết có hiệu lực từ ngày 1 tháng 11 năm 2024). Theo đó, thành lập thành phố Đông Triều thuộc tỉnh Quảng Ninh. Phường Hưng Đạo trực thuộc thành phố Đông Triều.

## Giao thông
Trên địa bàn phường có quốc lộ 18 đi qua.